# Gejza I

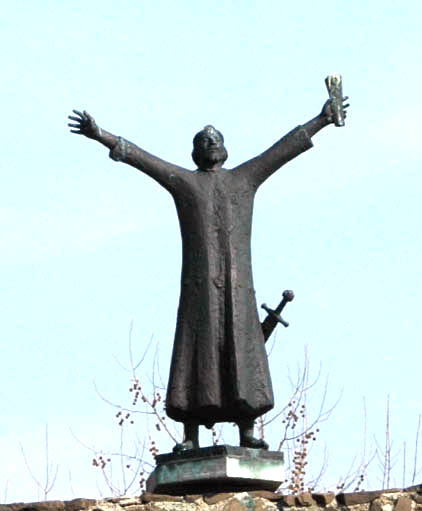
Geza I, rzeźba w Vác

Géza I (ur. 1044 lub 1045 w Polsce, zm. 25 kwietnia 1077 w Vác) – król Węgier; panował od 1074 do 1077.
Był najstarszym synem Beli I, późniejszego króla Węgier, i jego żony, nieznanej z imienia córki Mieszka II Lamberta, króla Polski. Urodził się w Polsce. W 1048 roku wraz z całą rodziną znalazł się na Węgrzech. Wiązało się to z otrzymaniem przez Belę trzeciej części królestwa.
Po śmierci Beli I królem Węgier nie został najstarszy syn zmarłego (czyli Gejza), lecz bratanek – Salomon. Bracia stryjeczni zdołali się porozumieć: Salomon wydzielił Gejzie osobne księstwo, a wspólnie zorganizowali wyprawę przeciwko Bizancjum, zajmując w 1071 roku Belgrad. W 1074 roku wybuchł konflikt między krewnymi. W bitwie pod Magyaród Gejza pokonał Salomona i został kolejnym władcą. Pokonawszy interweniującego na rzecz Salomona jego szwagra, niemieckiego króla Henryka IV, koronował się w 1075 roku. Koronę otrzymał z Bizancjum.
Ufundował opactwo benedyktynek w Garamszentbenedek.
Dwukrotnie żonaty; jego drugą żoną była księżniczka bizantyńska Synadene. Ojciec Kolomana Uczonego i Almosa.